# Palazzo Gritti Badoer
Il palazzo Gritti Badoer, o Gritti Morosini Badoer Partecipazio, sorge a Venezia, in Campo Bandiera e Moro nel sestiere di Castello, in prossimità della riva degli Schiavoni.

## Descrizione e storia

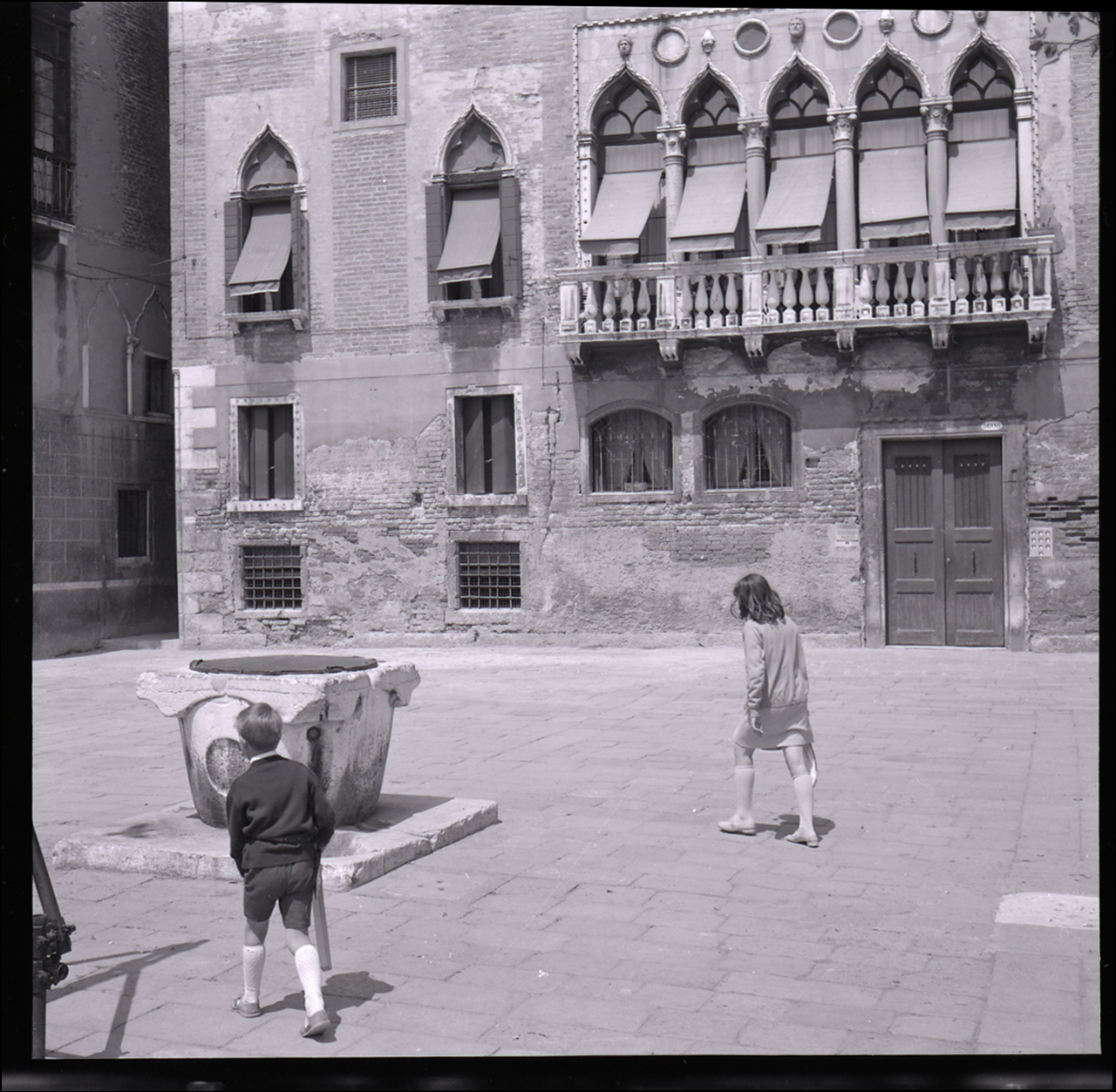
Scorcio del palazzo in una foto di Paolo Monti del 1969

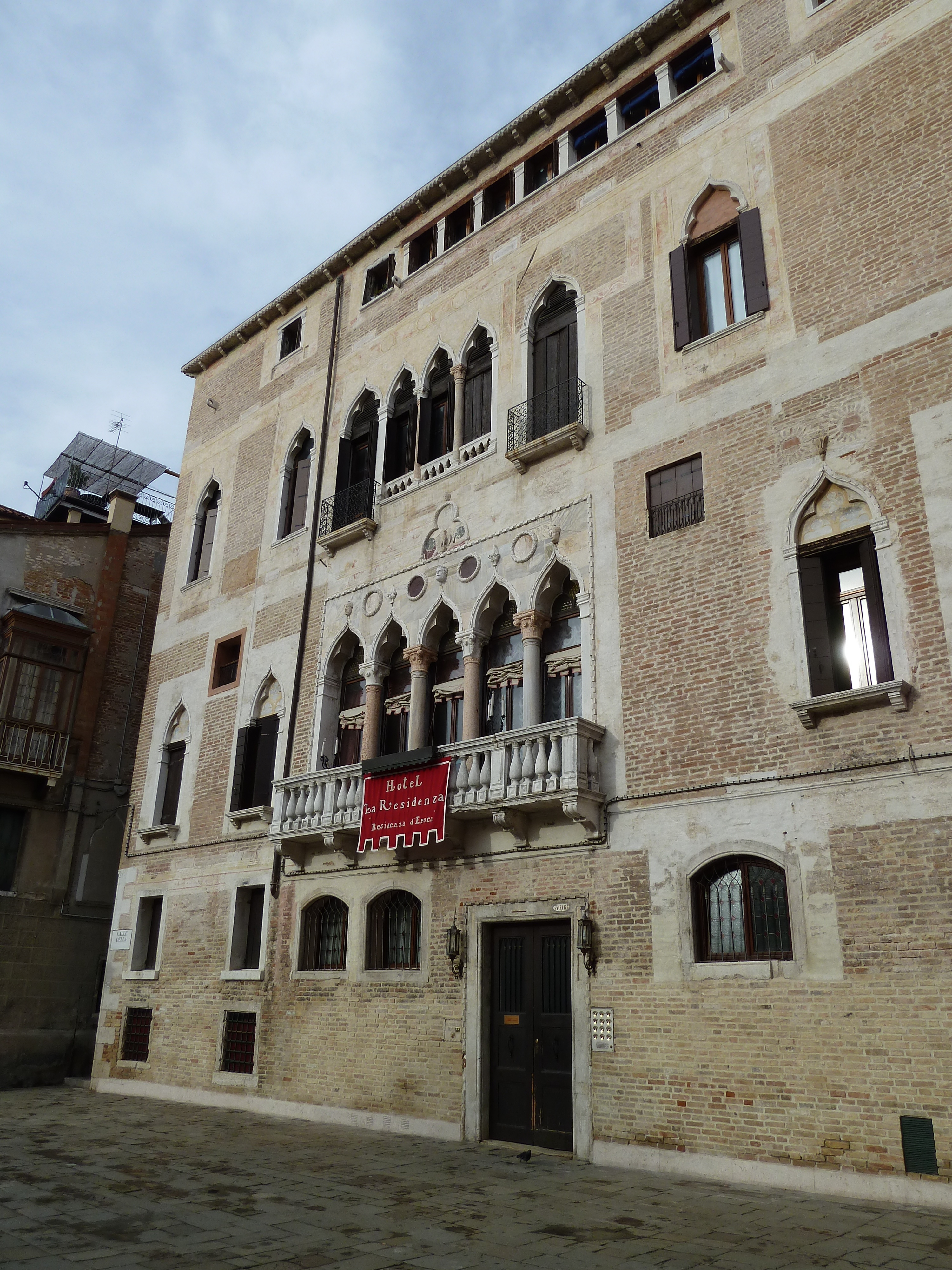
Il prospetto principale

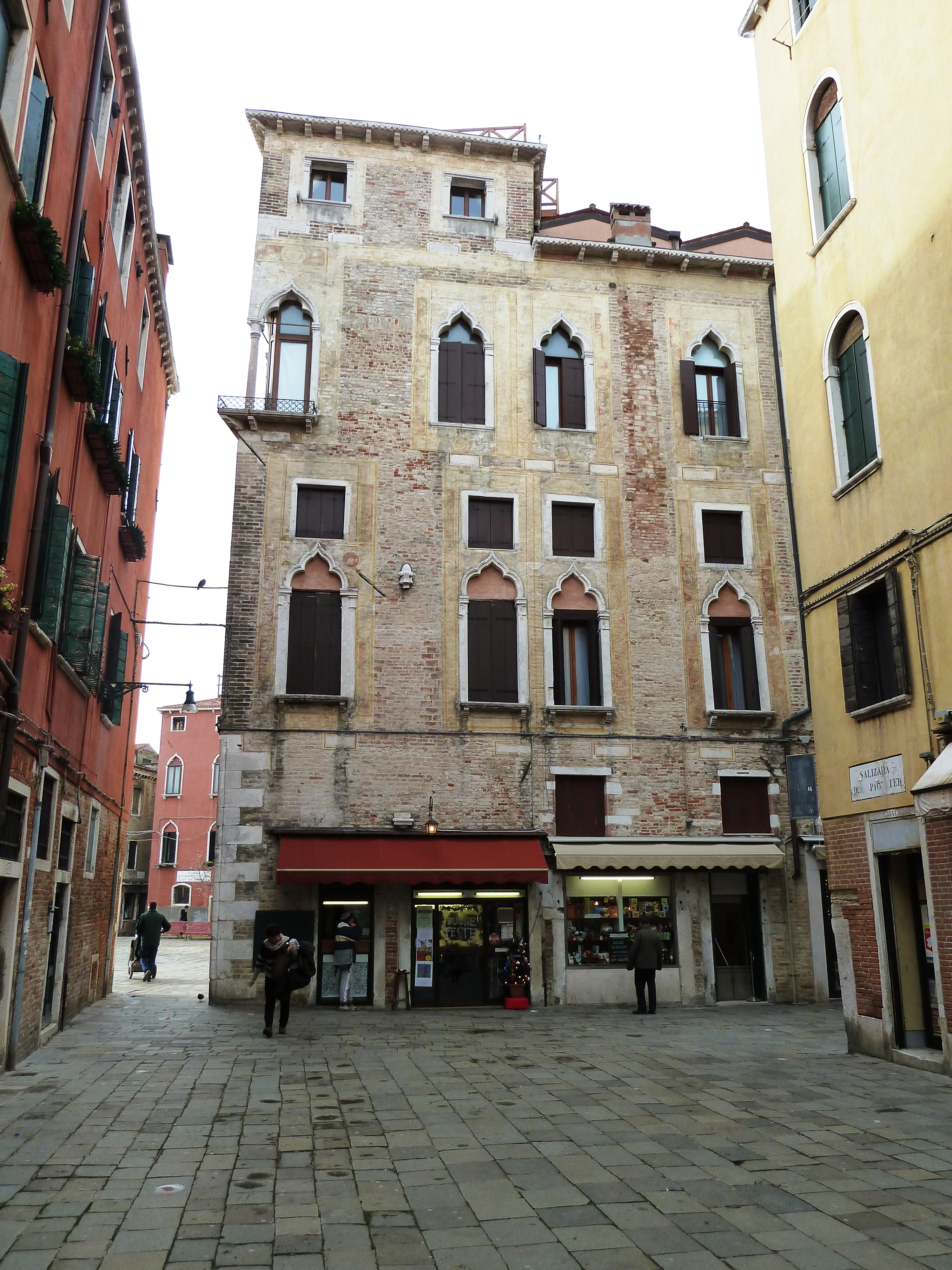
Il prospetto laterale

Il salone di rappresentanza

Dalla riva degli Schiavoni il quarto vicolo dopo il ponte, la calle del dose, conduce al suggestivo Campo Bandiera e Moro, o de la Bragora: al centro una vera da pozzo, dietro cui si erge il palazzo Gritti Badoer, a sinistra la chiesa di san Giovanni Battista in Bragora.
La sua facciata principale archiacuta del Quattrocento si articola su due piani (oltre al pianterreno e il sottotetto): è asimmetrica a causa della peculiare struttura del campo e caratterizzata da una pentafora con pilastri in marmo rosa di Verona (affacciantesi su un poggiolo colonnato), impreziosita da inserti marmorei a cerchio e rilievi scultorei e soverchiata da altorilievi bizantini del X secolo. Al secondo piano si nota una trifora centrale, mentre le rimanenti finestre, a parte quelle del solaio, sono monofore con cuspide ogivale. Il retro del prospetto si contraddistingue da due balconcini, al primo e secondo piano, con vedute e porte finestre ad una sola apertura.
L'interno dell'edificio si raggiunge con una rampa di scale dell'epoca che porta al piano nobile. Qui si evidenzia il fastoso salone di rappresentanza, arredato con mobilia di antiquariato, pregiati tappeti, dipinti del XVIII secolo (degli artisti Niccolò Bambini, Antonio Molinari e Giuseppe Diamantini), ricchi lampadari in vetro di Murano ed elaborati stucchi settecenteschi che decorano le pareti ed il soffitto. L'ampia sala prende luce dalla pentafora che dà sul campo.
L'elegante costruzione, già di proprietà della dogale famiglia Gritti (vi risiedette il settantasettesimo Doge della Repubblica di Venezia Andrea Gritti, 1523-1538), in seguito alle nozze, nel 1591, tra Lucrezia Gritti e Tommaso Morosini, entrò a far parte del patrimonio immobiliare della famiglia di quest'ultimo. Nel 1729 il matrimonio tra la loro discendente Elisabetta Morosini, nipote di Tebaldo, con Sebastiano Badoer, sancì, per questi, la proprietà del palazzo. L'aristocrazia veneziana di solito preferiva avere la residenza ufficiale lungo il Canal Grande, tuttavia alcuni blasonati (spesso di rami cadetti) optavano per luoghi più tranquilli, comunque non lontani dal Palazzo ducale e da piazza San Marco.Durante gli anni della metà del XIX secolo, infine, i Badoer-Partecipazio vendettero lo storico palazzo ai marchesi Saibante.L'edificio ha subìto, recentemente, un radicale restauro esterno ed interno.

Il palazzo prima dei restauri

Il pittore e incisore veneziano Jacopo de' Barbari (1470-1516 circa), nella sua xilografia Veduta di Venezia, realizzata nel 1500, frappose, tra le molte altre, anche una veduta del campo de la Bragora con il palazzo Gritti. Lo scrittore britannico Michael White ha inserito il palazzo-hotel nella trama del thriller Il segreto dei Medici.
La vicina chiesa di San Giovanni in Bragora. tardogotica, completa l'atmosfera tipicamente veneziana del campo Bandiera e Moro, dedicato a questi patrioti della repubblica, ricca di fasti ma in declino. Il tempio si distingue per la cuspide alta e sottile della facciata. Vi ricevettero il battesimo importanti personaggi come Pietro Barbo, ovvero il futuro papa Paolo II (1417-1471), ed il famoso compositore e violinista Antonio Vivaldi (1678-1741).